# Závada
Závada (německy Zawada bei Beneschau (1869–1910 Zawada-Beneschau), polsky Zawada) je obec v okrese Opava v Moravskoslezském kraji. Žije zde 620 obyvatel. Obec se nečlení na části, její jediné katastrální území nese název Závada u Hlučína. Nachází se zde rybník Kaménka. Působí tu Sbor dobrovolných hasičů, který se účastní soutěží v požárním sportu.

## Název
Jako jméno vesnice slouží staré obecné závada – "dluh, závazek, povinnost". Vesnice tedy dostala jméno podle toho, že byla založena na zadlužené, nevyplacené půdě.

## Historie
První písemná zmínka o obci pochází z roku 1349. Později (dle písemné zmínky z roku 1377) ji spolu s Dolním Benešovem vlastnil Bohuš z Drahotuš. V následujících obdobích se majitelé rychle střídali, až se v roce 1530 vrací do majetku pánů z Drahotuš a do správy Dolního Benešova. Někdy v této době došlo na západním okraji obce k vystavění většího dvora. Po roce 1588 přechází do majetku Mošovských z Moravčína a v roce 1655 do držení rodů Orlíků, Jakveků a Lichnovských z Voštic. V souvislosti s tímto převodem je zmiňován i dvůr s pivovarem. V roce 1710 se tyto tři díly spojily v jeden celek, který roku 1722 získal Jan Babtista Marek ze Zuanne.
V roce 1742 byla obec politicky i správně připojena k Prusku. Po roce 1774 nastává další období častého střídání majitelů. Postupně se dostala do majetku Hennů z Hennebergu, Lichnovských, Lejeunů a od roku 1856 také Rothschildů.

## Obyvatelstvo
| Rok            | 1869 | 1880 | 1890 | 1900 | 1910 | 1921 | 1930 | 1950 | 1961 | 1970 | 1980 | 1991 | 2001 | 2011 | 2021 |
| -------------- | ---- | ---- | ---- | ---- | ---- | ---- | ---- | ---- | ---- | ---- | ---- | ---- | ---- | ---- | ---- |
| Počet obyvatel | 379  | 378  | 419  | 415  | 448  | 461  | 424  | 406  | 515  | 521  | 572  | 564  | 576  | 574  | 573  |
| Počet domů     | 61   | 61   | 66   | 65   | 65   | 71   | 76   | 80   | 91   | 99   | 118  | 143  | 147  | 151  | 170  |

## Obecní správa
Mezi lety 1869–1978 Závada byla obcí v okrese Ratiboř (1869–1910), poté v okrese Hlučín (1921–1950) a později v okrese Opava. Od 1. ledna 1979 do 23. listopadu 1990 patřila jako část obce k Bohuslavicím a od 24. listopadu 1990 je opět samostatnou obcí.

### Obecní symboly
Znak a vlajka byly obci uděleny rozhodnutím předsedy Poslanecké sněmovny Parlamentu České republiky dne 19. května 1998.

## Škola
V obci se nachází školní budova (čp. 45), která byla postavena v roce 1865. Později byla školní budova stržena a v roce 1915 byla stavitelem Josefem Holuschou z Dolního Benešova vystavěna budova nová Budova sloužila svému účelu až do roku 1977. Ve škole byly dvě učebny a vyučovaly se v ní čtyři ročníky. V horní učebně byly spojeny 1. a 2. ročník a v dolní 3. a 4. ročník. V severní části objektu byla dole knihovna a nahoře byt učitele, který byl v posledním období (1970–1977) neobydlený. Ve školním roce 1977–1978 byl provoz školy ukončen a žáci dojížděli do Bohuslavic. Poté byly budova rekonstruována a v roce 1979 zde byla otevřena mateřská škola. Další rekonstrukce proběhla v roce 2008, kdy byla zřízena sedlová střecha a v podkroví další prostory.

## Pamětihodnosti
- Hradiště Závada
- Kaple sv. Urbana
- Pomník padlým československým letcům
- Dub v lese Sedliska v Závadě
- Struhalův dub v Bohuslavicích